# 俄羅斯凍湯
俄羅斯凍湯（俄语：окрошка）是一種俄式湯品。俄羅斯凍湯的主要原料包括蔬菜、加工過的馬鈴薯、雞蛋、火腿和格瓦斯。俄羅斯凍湯口感清爽，主要在夏天食用。